# آهن اکسی‌کلرید

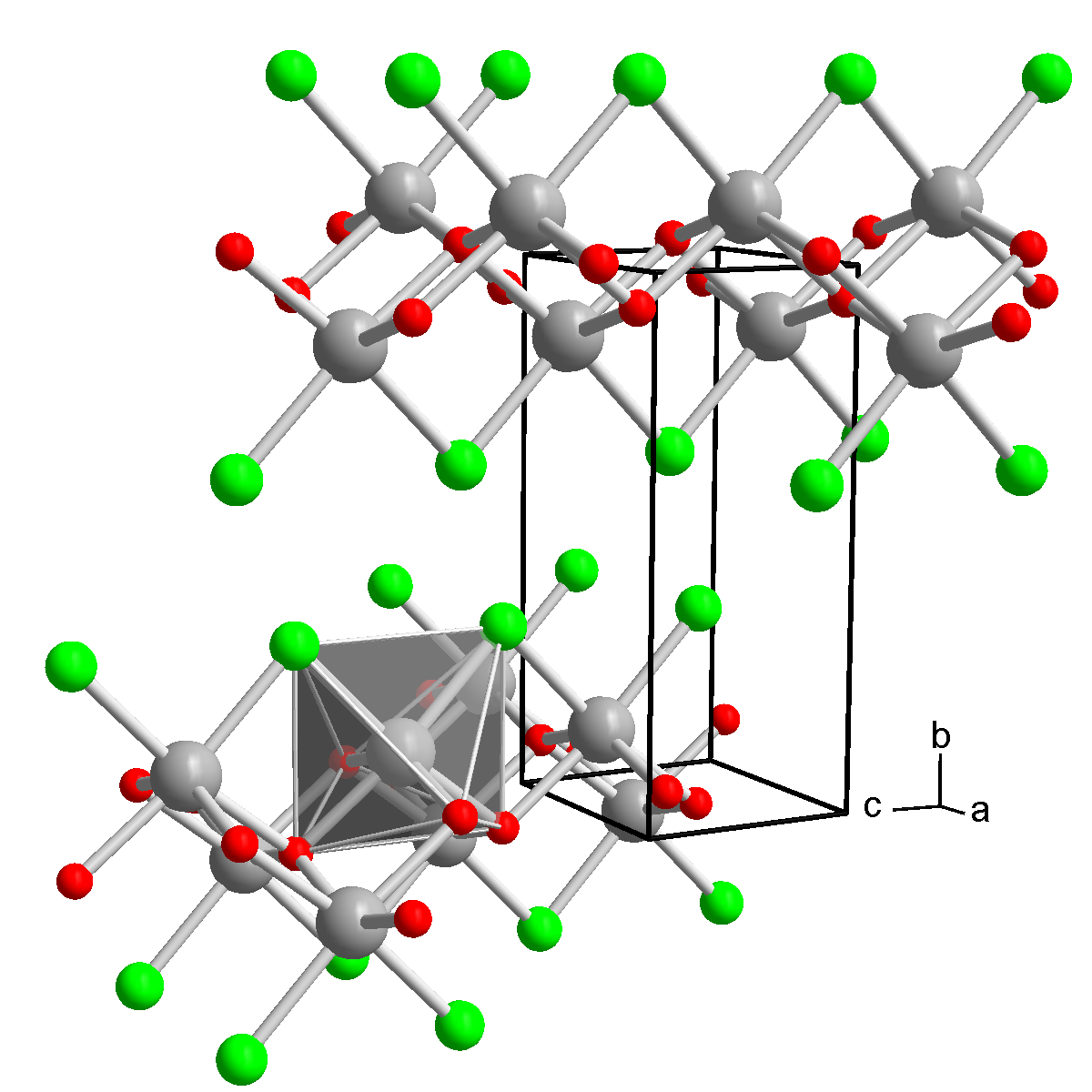
ساختار کریستالی FeOCl آهن اکسی‌کلرید

آهن اکسی‌کلرید (به انگلیسی: Iron oxychloride) یک ترکیب شیمیایی با شناسه پاب‌کم ۶۴۵۳۳۴۹ است.